# Abborrberg
Abborrberg är en ort i Storumans kommun i Västerbottens län, belägen mellan Storuman och Tärnaby.

## Omgivande orter
Nedanstående graf beskriver ett urval orter i omgivningen, inom en radie av 50 kilometer.